# Le Radeau de la Méduse (film)
 (mai 2025).
 (juillet 2011).
Si vous disposez d'ouvrages ou d'articles de référence ou si vous connaissez des sites web de qualité traitant du thème abordé ici, merci de compléter l'article en donnant les références utiles à sa vérifiabilité et en les liant à la section « Notes et références ».
Pour les articles homonymes, voir Le Radeau de la Méduse (homonymie), Radeau (homonymie) et Méduse.
Pour plus de détails, voir Fiche technique et Distribution.
Le Radeau de la Méduse est un film français d'Iradj Azimi avec Jean Yanne, Daniel Mesguich, Claude Jade, Rufus et Laurent Terzieff. Tournée entre 1987 et 1991, cette « superproduction artisanale » est sortie uniquement sur les écrans en 1998.
Ces multiples retards sont entre autres dus à la nécessité de reconstruction des décors (dont ceux de la frégate) détruits par le passage du cyclone Hugo (septembre 1989) sur les lieux du tournage (aux Antilles). Le film est inspiré de la véritable histoire des naufragés de la Méduse (1816) et de la création du célèbre tableau par le peintre Géricault. Une version longue pour la télévision (en trois parties de 90 min chacune)  a été tournée et montée, mais n’a ensuite jamais été diffusée ; cette version télévisuelle s'ouvre sur la séquence lors de laquelle l’empereur Napoléon Ier, rôle tenu par Jean-François Balmer, fait le choix de l'exil (en 1815).

## Synopsis
Après Waterloo (juin 1815), Louis XVIII se réinstalle sur le trône de France. En 1816, du port de Rochefort (plus précisément de l’île d'Aix) part pour le Sénégal une flottille de quatre navires militaires, dont la frégate Méduse, sous les ordres de Chaumareys, avec à son bord le futur gouverneur du Sénégal, Julien Schmaltz, accompagné de sa femme Reine et de leur fille. Très vite le climat de cette expédition officielle (de reprise de contrôle d’une colonie française après la chute de l’Empire) se charge de soupçon et de haine. Des tensions entre Chaumareys (ancien émigré — royaliste — qui n’avait pas navigué depuis plus de vingt ans) et le lieutenant Coudein, esprit libre issu de la marine napoléonienne, éclatent.
La fête traditionnelle du passage du tropique est très tendue. Coudein a été destitué par Chaumareys et remplacé par un civil, Richefort, mais ce que Coudein redoutait se produit : le navire s’échoue sur le banc d'Arguin, hauts-fonds au large de la Mauritanie actuelle. Après deux jours de tentatives infructueuses pour déséchouer le bateau, il est décidé de quitter l’épave pour rejoindre la côte éloignée d’une cinquantaine de kilomètres. La famille de Schmaltz et les fidèles de Chaumareys s'entassent sur cinq canots ou chaloupes (en réalité, il y aurait eu six embarcations de sauvetage en tout : quatre canots et deux chaloupes), qui remorquent un grand radeau (de six mètres sur douze) construit à la hâte à partir de la mâture de la frégate, occupé par cent quarante-sept soldats et marins, dont Coudein et Savigny, avec leurs vivres. Le radeau surchargé gênant considérablement les manœuvres des chaloupes, Richefort fait couper le cordage qui relie les chaloupes au grand radeau et abandonne celui-ci qui dérive pendant treize jours vers le large. Il n'y aura que quinze survivants à bord du radeau lorsqu’il est retrouvé par le brick Argus.

## Fiche technique
- Réalisation : Iradj Azimi
- Scénariste : Iradj Azimi
- Décors : Jacques Douy
- Costumes : Édith Vesperini, Dominique Louis
- Photographie : Ricardo Aronovich, Pierre Dupouey, Walter Vanden Ende
- Son : Thierry Lebon, Jacques Thomas-Gérard
- Musique : Carl Davis
- Société de production : Grand Angle Productions - EDM[2]
- Distribution : Gémaci
- Pays :  France
- Durée : 130 minutes
- Dates de sortie :
  - France - 15 juillet 1998

## Distribution
- Jean Yanne : le commandant Hugues Duroy de Chaumareys
- Daniel Mesguich : le lieutenant Jean-Daniel Coudein
- Alain Macé : Henri Savigny
- Michel Baumann : Alexandre Corréard
- Claude Jade : Reine Schmaltz
- Philippe Laudenbach : Julien Schmaltz
- Rufus : « Harmonica », le soldat musicien
- Laurent Terzieff : le peintre Théodore Géricault
- Jean Desailly : le contre-amiral La Tullaye
- Victor Garrivier : Antoine Richefort
- Patrick Potot : Jean Griffon du Bellay, l'aspirant
- Marie Matheron : la cantinière aveuglée
- Jean Le Mouël : le lieutenant Pierre Reynaud
- Stéphanie Lanoux : Eliza Schmaltz
- Claude Brosset : Le commandant du Parnajon
- Patrick Cheval : le soldat sénégalais
- Raymond Kamvene : le soldat chinois
- Charles Reimonenq : un soldat
- Laurence Hamelin : une vivandière
- Bernard Lajarrige : Bonnefoux
- Pascale de Boysson : Mme de La Tullaye
- Jean-Bernard Guillard : Carlier
- Jérôme Anger : Daubigny, le journaliste (uniquement dans la série)
- Jean-François Balmer : Napoléon Ier (uniquement dans la série)

## Autour du film
- Le film a été tourné en Guadeloupe entre 1987 et 1991. Pour les scènes en extérieur, la frégate Méduse a été entièrement reconstituée grandeur nature en bord de mer, à Anse-Bertrand.
- En 1994 lors de la célébration du centenaire du cinématographe au siège de l'Unesco à Paris, la séquence où Laurent Terzieff interprète le peintre Géricault parlant de sa création fait partie des extraits choisis par Philippe d'Hugues pour sa projection illustrant l'histoire du cinéma mondial.
- Carl Davis a composé la musique du film dans la même veine romantique que pour ses compositions du Napoléon d'Abel Gance restauré (version de 1981).
- Ricardo Aronovitch et Walter Vandenende se sont largement inspirés des œuvres de Rembrandt pour bâtir l'éclairage des scènes en intérieur.
- Les retards liés aux intempéries multiples (dont le cyclone Hugo) qui obligent à reconstruire les décors, auxquels s'ajoutent des problèmes de financement et de distribution, ont retardé la sortie publique du film qui ne s’est faite qu’en 1998.
- Le pavillon qui flotte sur la Méduse devrait historiquement être entièrement blanc (pavillon français) et non pas « blanc semé de fleurs de lis d'or », pavillon hissé lorsqu'un prince de la famille royale est à bord. Le choix qui a été fait en a été esthétique et symbolique (retour triomphant du régime monarchique lors de la Restauration, auquel la fleur de lys est assimilée)
- Au moment du tournage, Laurent Terzieff a plus du double de l'âge du personnage de Théodore Géricault qu'il interprète : celui-ci avait en effet 27 ou 28 ans à l’époque où il a peint Le Radeau de la Méduse.

## Critiques
"Film historique, épopée de la cruauté et de l'horreur, poème de la mer également, c'est une œuvre d'une grande beauté, qui restera comme une authentique réussite de l'année 1992. La scène finale-trois rescapés du radeau fournissant à Géricault les indications voulues pour son célèbre tableau- est d'une sobriété sublime. Les acteurs, entre autres Jean Yanne, Daniel Mesguisch, Rufus, Claude Jade, Philippe Laudenbach, Marie Matheron, se sont pliés à la direction exigeante du cinéaste d'Utopia et Les Iles." Philippe D'HUGUES, Almanach du Cinéma.
"Dans l'œuvre d'Azimi, il faut aller au-delà de la beauté des images pour en découvrir le sens caché" Jean TULARD, Dictionnaire du Cinéma.
" Que celui qui n’a jamais entendu parler du naufrage de La Méduse lève le doigt ! Le cinéaste Iradj Azimi a choisi de retracer et l’histoire de ce naufrage et celle de la mise en œuvre du tableau de Géricault. Dans la réalité que reconstitue donc le film, tout a commencé en 1815, juste après la défaite de Waterloo quand La Méduse, sous les ordres du commandant Hugues Duroy de Chaumareys, prend la mer à Rochefort, avec à son bord notamment le futur gouverneur du Sénégal et sa famille. Jean Yanne en commandant, Daniel Mesguich en militaire autoritaire, Claude Jade en épouse d'un haut fonctionnaire mais également Laurent Terzieff dans le rôle de Géricault, le film a pour lui une belle distribution. Peinture et cinéma ont toujours fait bon ménage. Comme si le 7è Art n’avait aucun problème à régler régulièrement sa dette à cet art de la représentation. Le spectateur est ainsi invité à littéralement pénétrer dans un tableau pour le redécouvrir. Tout comme Azimi avec Géricault peignant son « Radeau de La Méduse, nombre de cinéastes avant lui ont pris pour figure principale un peintre et sa création. Peinture et cinéma font décidément très bon ménage ! " (Sylvain Angiboust)